# Life on the Fast Lane
"Life on the Fast Lane", också känd som "Jacques To Be Wild", är det nionde avsnittet av den första säsongen av den amerikanska tecknade komediserien The Simpsons. Det sändes för första gången på FOX den 18 mars 1990. Manuset skrevs av John Swartzwelder och det regisserades av David Silverman. Albert Brooks gjorde en gästroll som Jacques, i eftertexterna krediterades han som A. Brooks. Avsnittet handlar om hur Marge Simpson förblindas av Jacques, en fransk bowlinginstruktör. 1990 vann avsnittet en Emmy Award för Outstanding Animated Program (For Programming One Hour or Less).

## Handling
Det är Marges 34-årsdag, och bland presenterna finns en flaska med billig "fransk" parfym av Bart, ett handgjort makaron-och-klisterkort från Lisa. Homer har dock helt glömt bort vilken dag det är, och kör genast iväg till Springfields köpcenter för att köpa en sista-minutenpresent och i sin desperation väljer han ett bowlingklot. På kvällen firas Marge av familjen och hennes systrar, Patty och Selma Bouvier, på Singing Sirloin, en restaurang där kyparna sjunger för gästerna. Marge blir mycket besviken när hon märker att Homers present är något han egentligen vill ha själv (han har låtit gravera in sitt eget namn på klotet och fått hålstorleken efter hans fingrar). För att såra honom beslutar sig Marge för att behålla klotet och själv börja bowla. 
Marge besöker en bowlinghall för första gången i sitt liv, och det går inte så bra för henne. Vid bowlingbanan träffar hon Jacques, en stilig fransk bowlinginstruktör som har banan bredvid hennes, och som erbjuder att ge henne bowlinglektioner. I Jacques finner Marge en känslosam och charmerande man, alltså raka motsatsen till Homer. Efter en "lektion" frågar Jacques om hon vill äta brunch med honom. Även om hon känner sig osäker, tackar hon ja. 
Under brunchen träffar de Helen Lovejoy, en känd skvallrare som undrar varför Marge äter lunch med en man som inte är hennes make. Jacques försäkrar henne att det inte rör sig om något annat än en bowlinglektion. Men när Helen är utom hörhåll, bjuder Jacques in Marge till hans lägenhet. Marge går med på det, men ställs inför ett moraliskt dilemma. Senare stannar hon vid ett vägskäl, ena vägen går till Jacques lägenhet, den andra till kärnkraftverket där Homer arbetar. Efter en lång stunds överläggning med sig själv går hon in på verket och fram till Homer och säger att hon älskar honom. Homer bär lycklig ut Marge i sina armar.

## Produktionen
När de första utkasten till manuset gjordes, var det tänkt att "Jacques" istället skulle vara en svensk tennislärare, men Albert Brooks, som skulle göra rösten, tyckte det skulle vara roligare om figuren var fransk, så det ändrades. Titeln var från början tänkt att vara "Bjorn to Be Wild", så därför blev avsnittets alternativa namn "Jacques to Be Wild". Under Marges telefonsamtal med systrarna Patty och Selma, kan man se Maggie suga oavbrutet på sin napp, detta togs bort i senare avsnitt eftersom det tog för mycket uppmärksamhet från dialogen. Den första bakgrundshistorien för Barney's Bowlerama var att den skulle ägas av Homers vän, Barney Gumble. Tids nog ändrades det till att Barney bara var anställd där, eftersom författarna inte kunde tänka sig att Barney var chef över något. Senare blev det känt att det är Barneys farbror som är ägaren. Homers replik "too exciting", som han säger när han ser affären för damunderkläder, skrevs av James L. Brooks, och exteriören av Bowlerama designades av No Doubtmedlemmen Eric Stefani. Albert Brooks improviserade nästan all sin dialog, som i slutändan blev till mer än tre timmars material. Marges skratt var ett fritt, naturligt skratt av Julie Kavner, som skrattade åt något Albert Brooks just hade sagt. Repliken "four onion rings!" ("fyra lökringar!") var en av många repliker som Brooks improviserade, och när han sade det var det utan fransk accent. Ett förlängt ljudklipp av Albert Brooks oanvända dialoger finns med på tredje skivan på The Simpsons The Complete First Season-DVD:n. Sekvensen då familjen slänger pizzakartongen var gjord av John Swartzwelder och var tänkt att se surrealistisk ut, med familjen som panoreras in i varandra. I scenen där Jacques släpper av Marge utanför hennes hem är månen designad så att den liknar ett bowlingklot. Restaurangen där Jacques och Marge äter på heter "Shorty's"; från början var det tänkt att man skulle se en kockmössa vandra omkring i bakgrunden, som skulle betyda att ägaren var väldigt kort, men konceptet skrotades eftersom man tyckte att idén var för dum.

## Kulturella referenser
"Life on the Fast Lane" är en ordlek på The Eagles sång "Life in the Fast Lane", medan den alternativa titeln "Jacques to Be Wild" (som från början skulle varit "Bjorn to Be Wild") är en referens till Steppenwolfs "Born to Be Wild". Marges dröm liknar ett dansnummer från The Gay Divorce. Slutscenen, där Marge går in på kärnkraftverket, och Homer bär iväg med henne, är en referens till filmen En officer och gentleman, och det är även samma musik, "Up Where We Belong".

## Entréer
Två figurer gör sina första framträdanden i "Life on the Fast Lane":
- Lenny Leonard, Homers arbetskamrat på kärnkraftverket.[1]
- Helen Lovejoy, prästen Timothy Lovejoys hustru och Springfields största skvallerbytta.[1]

## Mottagande
"Life on the Fast Lane" vann 1990 en Emmy för Outstanding Animated Program (For Programming One Hour or Less), (ett annat avsnitt av The Simpsons, "Simpsons Roasting on an Open Fire", var nominerat till samma pris). Det var första gången (av hittills nio) som ett Simpsonsavsnitt vann en Emmy. År 2000 berättade Matt Groening i en artikel i Entertainment Weekly att detta avsnitt var hans näst mest omtyckta någonsin, efter "Bart the Daredevil". Själva placerade Entertainment Weekly avsnittet på tjugoförsta plats på deras lista över de 25 bästa Simpsonsavsnitten, med omdömet: "a showcase for the series' bedrock of character and heart" ("en monter för seriens grund av karaktärer och hjärta"). I boken I Can't Believe It's a Bigger and Better Updated Unofficial Simpsons Guide skrev författarna Warren Martyn och Adrian Wood "A very good, very assured episode that has seen some viewers (particularly female ones) tearing out their hair at the conclusion" ("ett väldigt bra och säkert avsnitt som har fått en del tittare (speciellt kvinnliga) att gråta på slutet"). IGN.com utnämnde Albert Brooks gästroll i detta avsnitt, tillsammans med hans övriga fyra inhopp i serien, till det bästa gästspelet i programmets historia. I en DVD-recension av första säsongen gav David B. Grelck avsnittet betyget 4/5, vilket gjorde det, tillsammans med "Homer's Night Out", till hans favorit från den säsongen. I en annan recension, av The Digital Bits, kallades det "one of the first season's best loved episodes" ("en av första säsongens mest älskade avsnitt").

### Kopiering
En upplaga av kolumnen Dear Abby från den 15 mars 2004 togs bort, eftersom det hade framkommit att ett av breven var falskt. Redaktören för en nyhetstidning hade märkt att problemet som nämndes i brevet var identiskt med handlingen i "Life on the Fast Lane". Kathie Kerr, en taleskvinna för Universal Press Syndicate, slog fast att "It did sound too similiar not to be a hoax" (det lät för likt för att det inte skulle tas för ett skämt).